# Jan Störmer

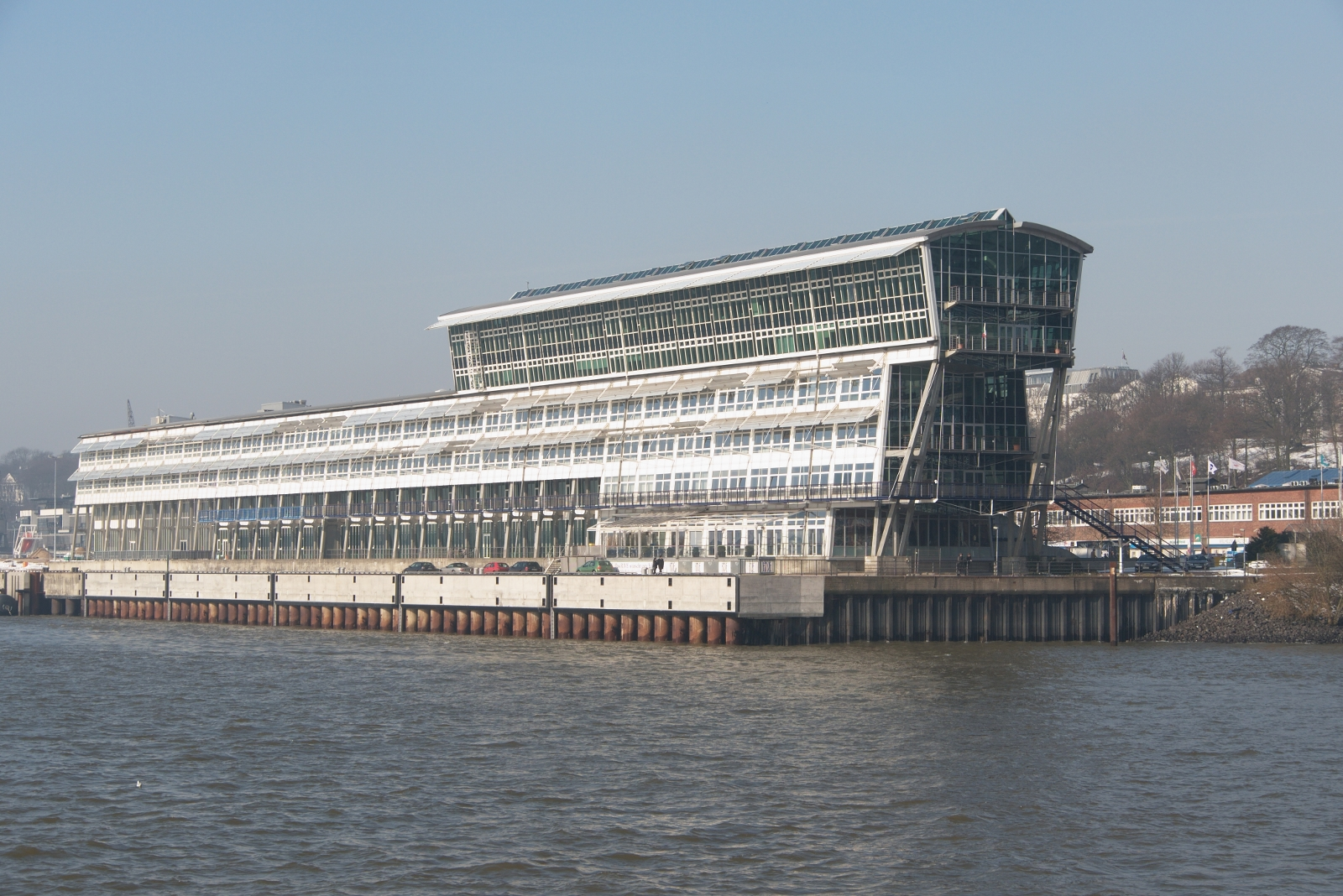
Fährterminal, Hamburg

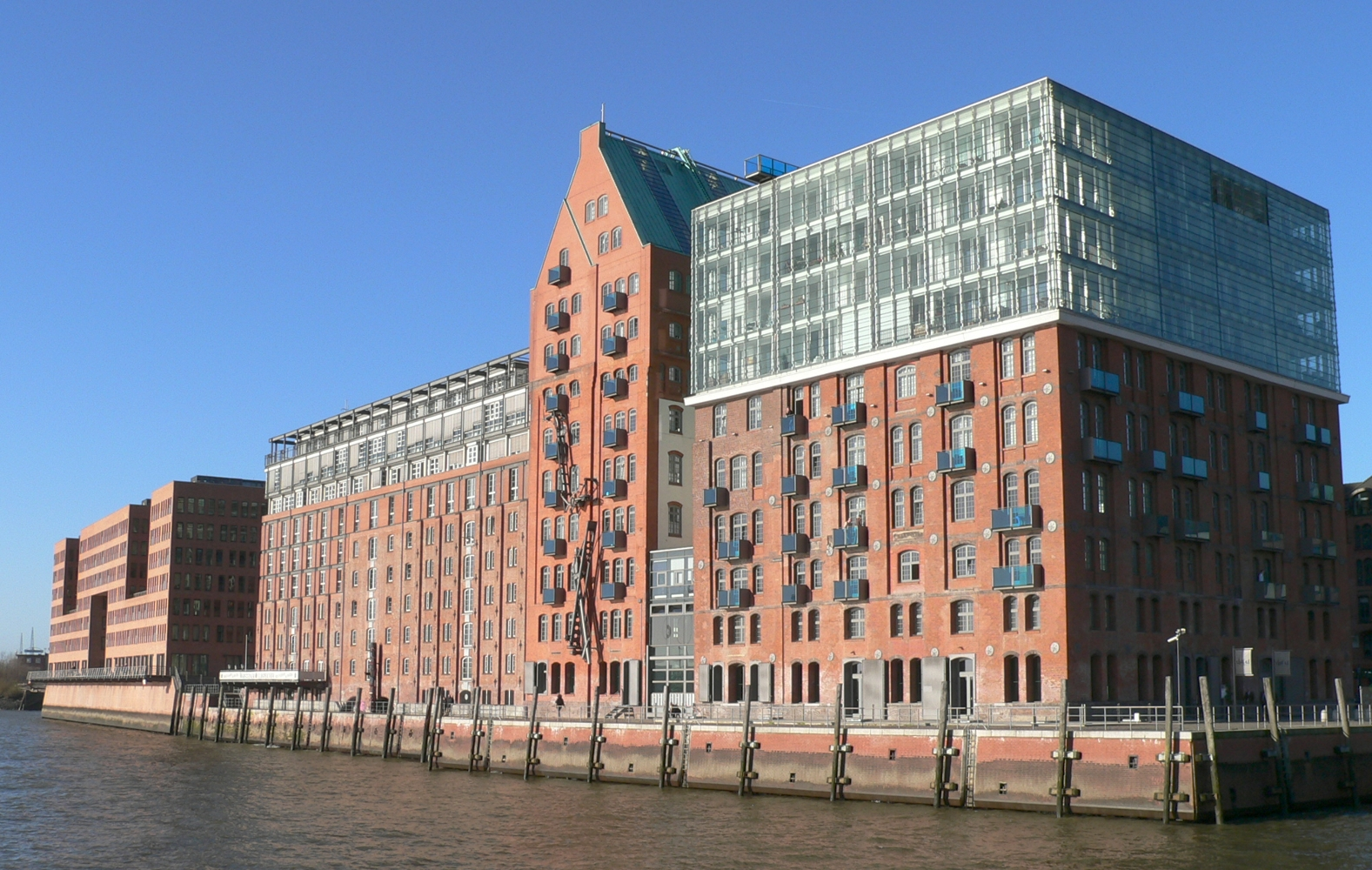
Stadtlagerhaus, Hamburg

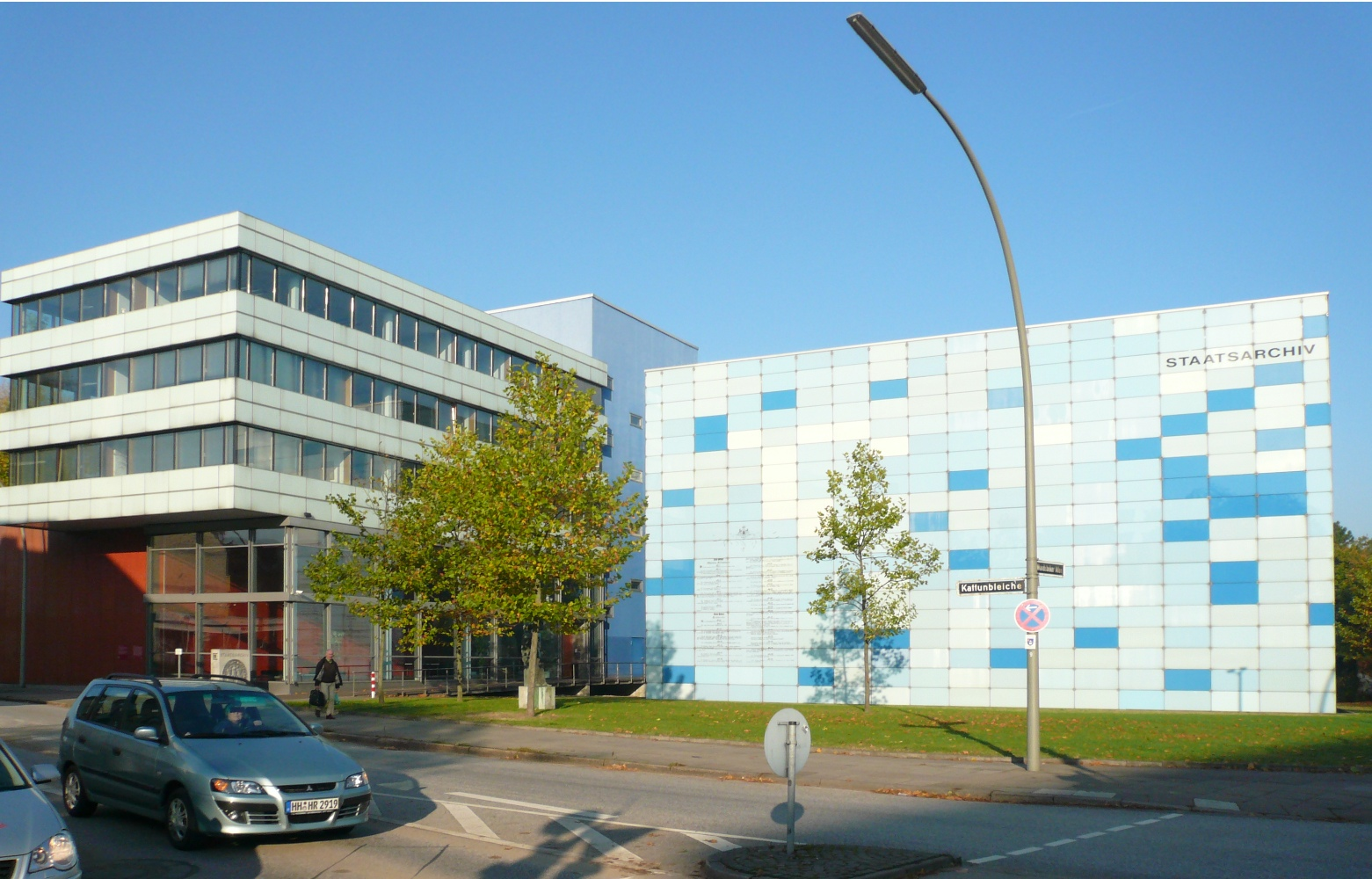
Staatsarchiv, Hamburg

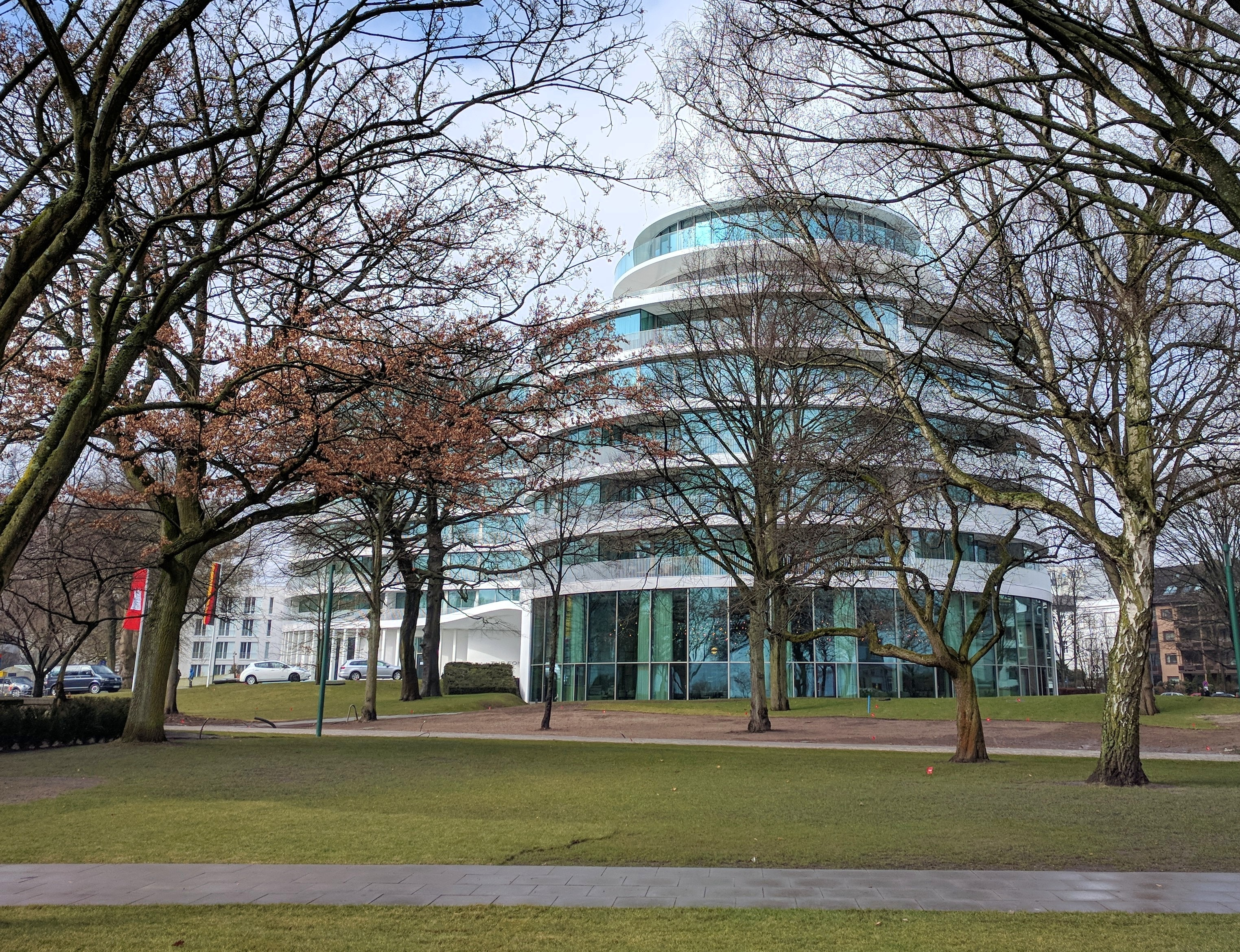
The Fontenay Hotel, Hamburg

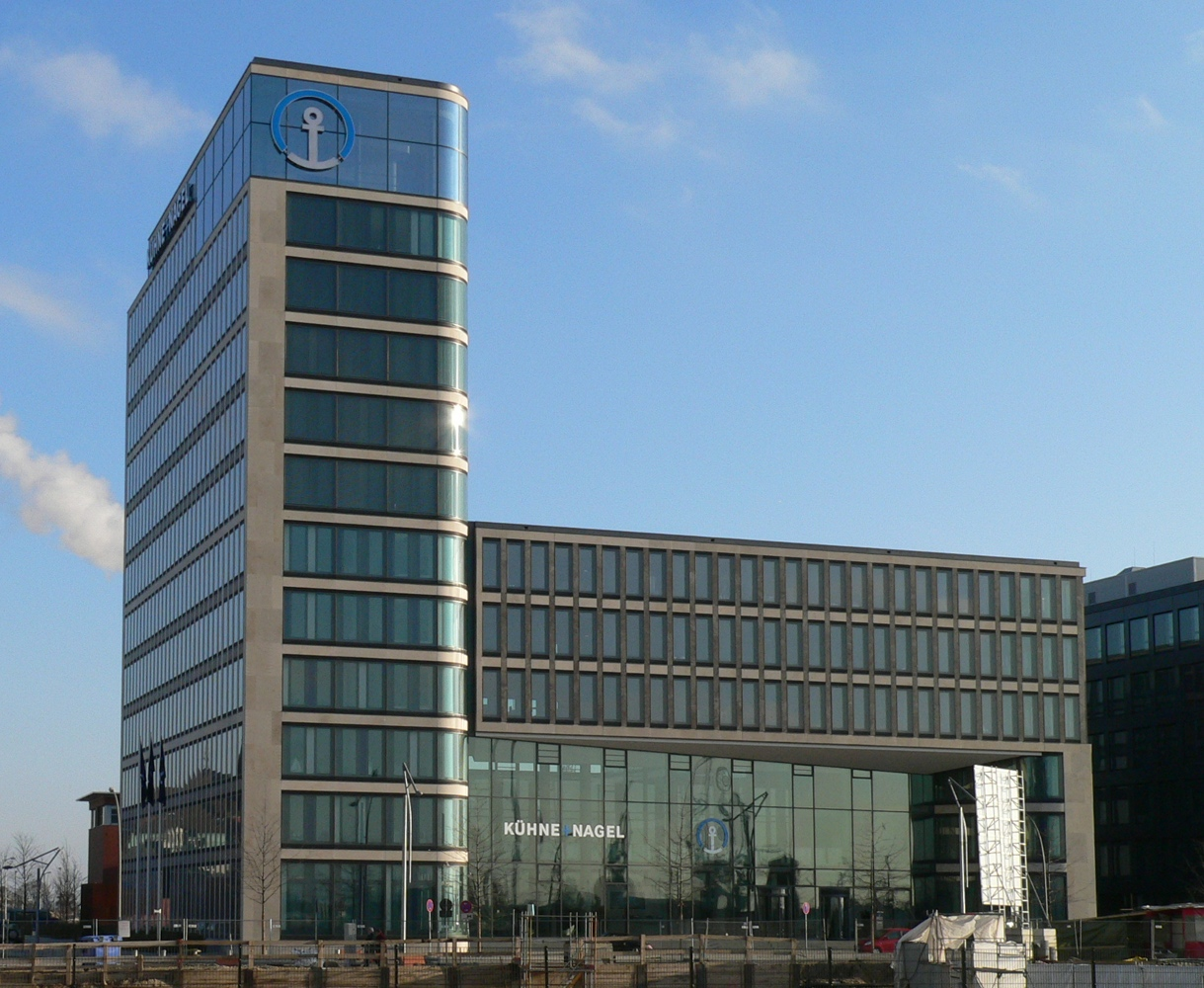
Kühne+Nagel in der Hafencity

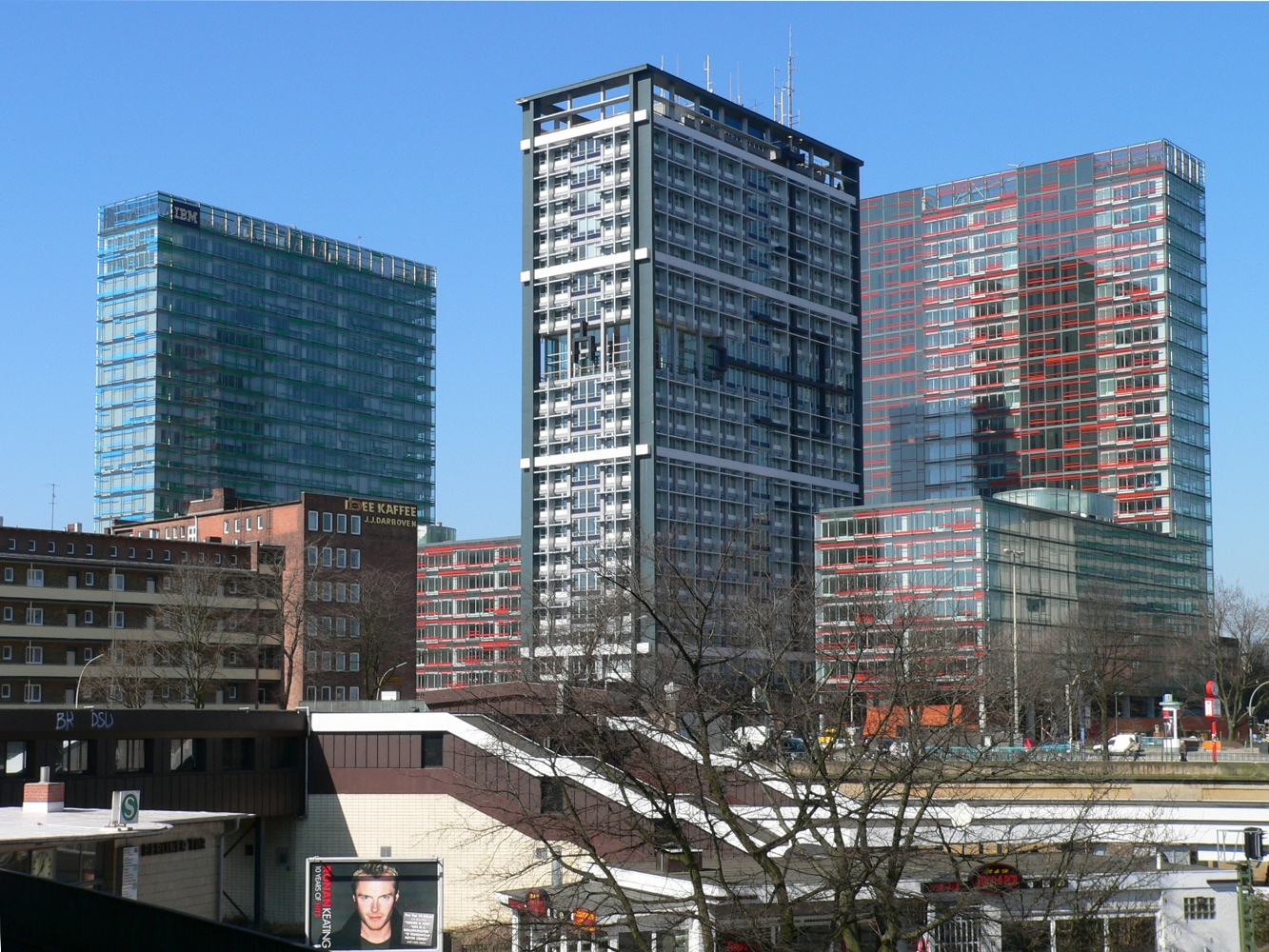
BTC Berliner Tor Center

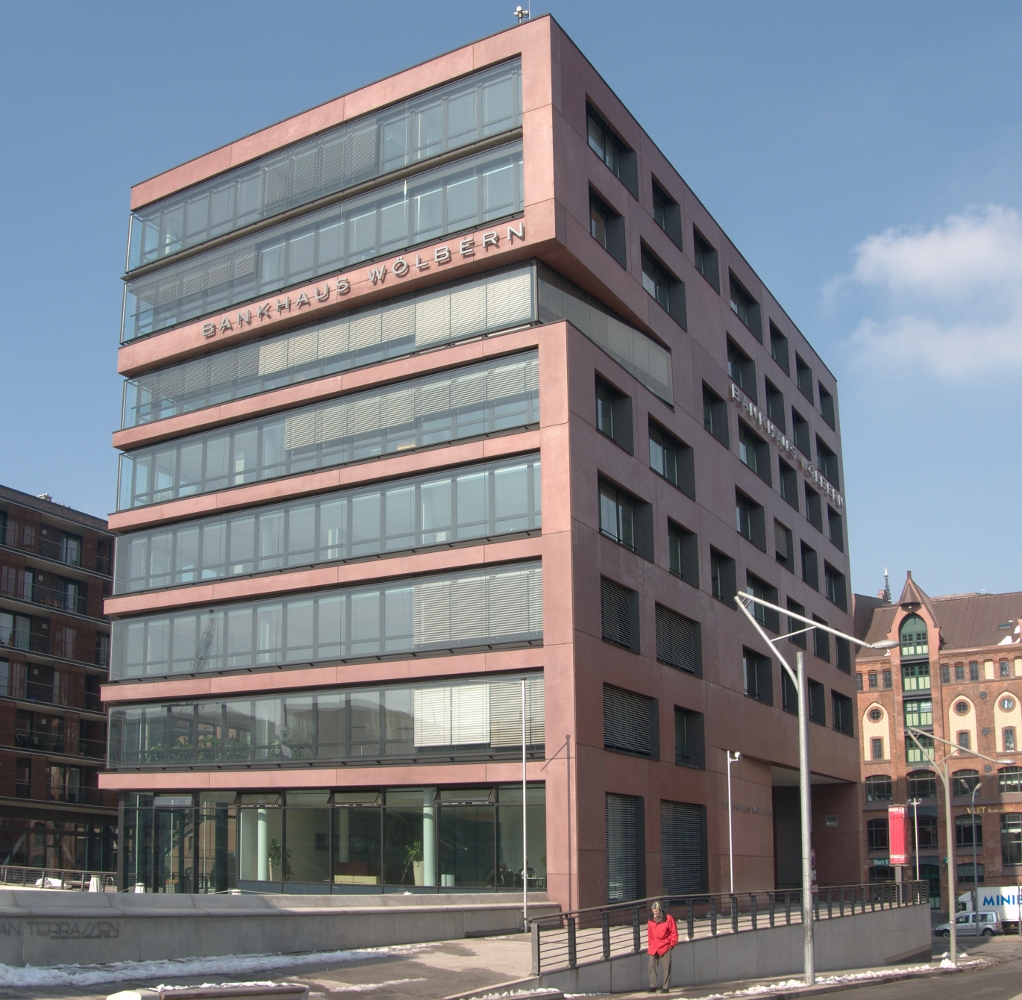
Wölbernbank, Hafencity

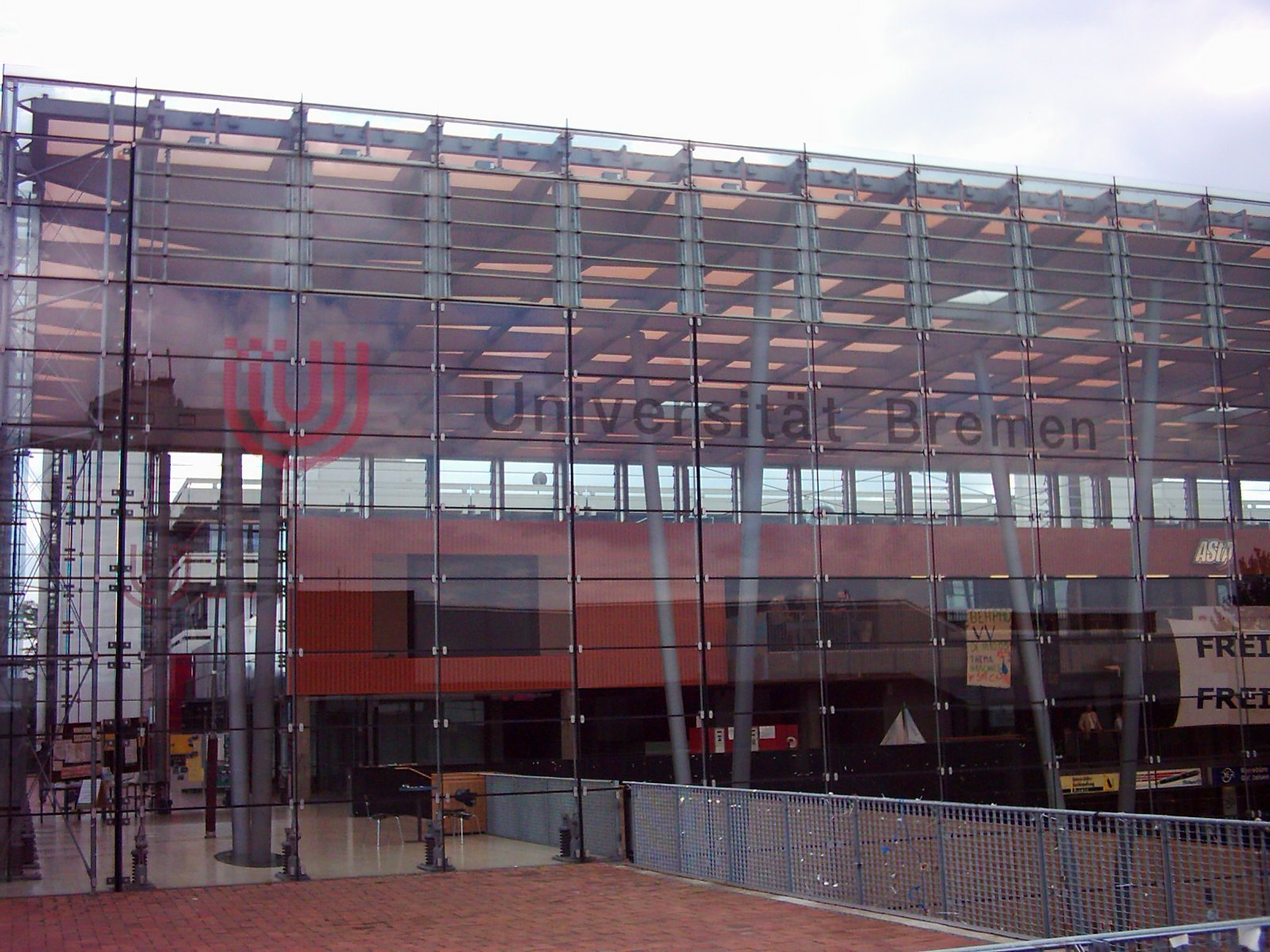
Universität Bremen

Jan Störmer (* 15. Juni 1942 in Berlin) ist ein deutscher Architekt, der in Hamburg wirkt.

## Leben
Störmer ist der Sohn des Bremer Architekten Rolf Störmer (u. a. Hamburger Alsterschwimmhalle), in dessen Büro er ein Praktikum absolvierte. Er studierte von 1960 bis 1962 an der Bau- und Ingenieurschule Bremen und um 1963 an der Technischen Hochschule Delft. Architektur studierte er von 1965 bis 1969 an der Hochschule für bildende Künste Hamburg.
1970 war er beteiligt an der Gründung der Hamburger Design GmbH für Architektur, Industrie und Graphik Design und 1972 mit drei Partnern an der Hamburger Architektengruppe me di um. Mit dem britischen Architekten Will Alsop bestand von 1990 bis 2000 eine Bürogemeinschaft.
Bis Ende Dezember 2022 war er Teilhaber des Architekturbüros Störmer Murphy and Partners. 

### Museumserweiterungen
Museumsbauten umfassen einen nennenswerten Teil an Störmers Arbeiten.
- Umbau der Markthalle Hamburg, insbesondere des Bereichs für den Kunstverein in Hamburg und die Freie Akademie der Künste, 1993[3]
- Erweiterungen am Germanischen Nationalmuseum (Kartäuserbau, Eingangshalle, Museumsforum) Nürnberg, 1996 mit medium
- Erotic-Art Museum, Nobistor 10 / Reeperbahn, Hamburg, 1997[4] (Der Bau beherbergt heute das Beatlemania Hamburg.)
- Neubau für das Staatsarchiv der Freien und Hansestadt Hamburg, Wandsbeker Allee / Litzowstraße, 1998 (Alsop & Störmer)[5]
- Erweiterungen im Museum für Kunst und Gewerbe (Schümannbau) in Hamburg, 2000,[6] BDA-Preis Hamburg 2002
- Umbau der ehem. Reichsbank am Alten Wall, Hamburg für das Bucerius Kunst Forum, 2001[7]
- Deichtorhallen, Umbau Haus der Fotografie 2005[8]
- Masterplan für das Altonaer Museum, von dem der Eingangsbereich realisiert wurde

### Weitere Bauten (Auswahl)
- Multiplex-Kino cinemaxx, Hamburg-Dammtor, 1990 (medium)
- Fähr- und Kreuzfahrt-Terminal in Hamburg, 1993 (mit Alsop und medium)[9]
- Bürohaus Stresemannstraße 111, Berlin (DKV, Allianz), 1998[10]
- Hôtel du Département des Bouches du Rhône, 1994 (mit Alsop)[11]
- Handelszentrum für die Vereinsbank am Neuen Wall 1997/1998 (mit Alsop)[12]
- Wohn- und Geschäftshaus Cita, Eppendorfer Landstraße 67 / Kümmellstraße, Hamburg, 1998[13]
- Umbau des Zentralgebäudes der Universität Bremen, 2000[14][15] BDA-Preis Bremen 2002
- Side-Hotel, Drehbahn 49, Hamburg, 1997–2001[16][17] Inneneinrichtung von Matteo Thun, BDA Hamburg 2002: AIV-Preis 2002
- Umbauten des Stadtlagerhauses, Große Elbstraße 27, Hamburg, 2001,[18] BDA-Architekturpreis 2002 (3. Rang)
- BTC Berliner-Tor-Center (2004)[19]
- Sandtorkai, Wölbernbank, am Sandorkai 68, Hamburg. 2005[20]
- Erweiterung der Hauptverwaltung der DKV in Köln-Braunsfeld (2005)[21]
- Hotel Regent, Aachener Straße / Melatengürtel in Köln, 2006[22]
- Kühne+Nagel, Verwaltungsbau in der Hafencity (2007)[23]
- Hotel The Fontenay Hamburg, Eröffnung im März 2018
- Intelligent Quarters, Überseeallee 10, Wohn- und Büroensemble mit 2-fach gebrannter Keramikfassade in der HafenCity Hamburg[24]
- Holzbauhochhaus ROOTS (Deutschlands höchstes Holzhochhaus), Wohn-, Büro- und Ausstellungsgebäude inkl. Kino in der HafenCity Hamburg[25]

### Projekte
- Tagungshotel Kloster Haydau, Morschen (1. Preis, Oktober 2009)
- Umbau der ehemaligen Schulbehörde am Dammtorwall in Hamburg unter Einbeziehung der Bauten an der Theaterstraße Opera Office[26]
- PortaEuropa (italienisch: Torri «Porta Europa») in Turin.[27]